# Juhann Begarin
Juhann Mathieu Begarin, né le 7 août 2002 aux Abymes, est un joueur français de basket-ball. Il joue au poste d'arrière.

## Biographie
Son frère Jessie, né en 1988, est aussi joueur de basket-ball. Son frère, Jimmy, né en 1991, est, lors de la saison 2017-2018, entraîneur-jeunes à Pornichet, au sein du club local de basket-ball. Il s'occupe plus particulièrement des équipes Région en catégories U17M et U20M.

### Carrière professionnelle

#### Paris Basketball (2019-2023)
Le 8 juillet 2019, il signe au Paris Basketball en Pro B. Le 11 octobre 2019, il fait ses débuts en championnat marquant sept points dans la victoire 70 à 68 contre Fos Provence Basket. Pour sa première saison, Begarin a des moyennes de 4,8 points, 2,1 rebonds et 1,2 passe décisive par match.
La saison suivante, il poursuit sa progression affichant des moyennes de 11,7 points, 3,5 rebonds et 2,9 passes décisives par match, aidant son équipe à être promue en première division.

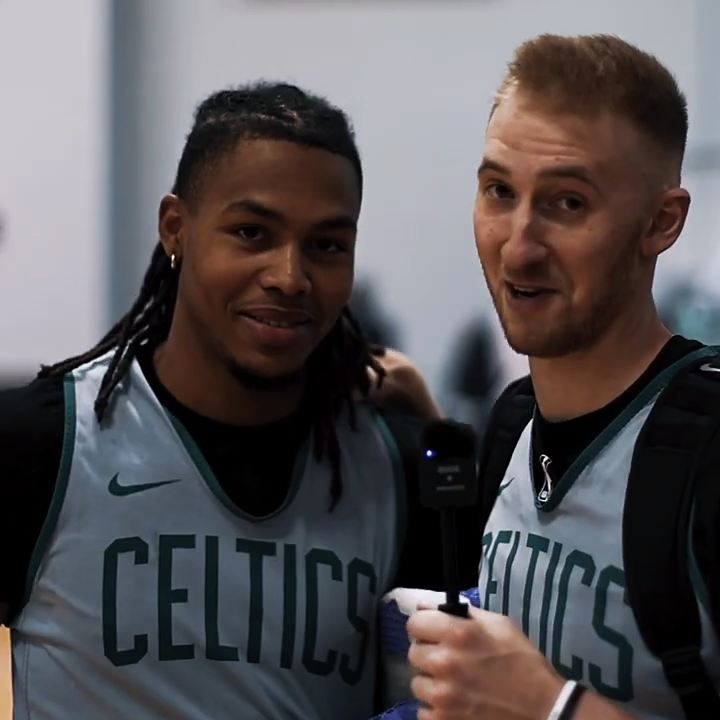
Juhann Begarin et Sam Hauser lors de la NBA Summer League 2022.

Lors de la draft 2021 de la NBA, il est sélectionné au second tour avec le 45e choix par les Celtics de Boston. Quelques semaines plus tard, il participe à la Summer League de Las Vegas avec les Celtics. 
Les Celtics estiment que Begarin doit rester s'améliorer en Europe avant de rejoindre éventuellement la NBA.
Il participe également à la NBA Summer League 2022 durant laquelle il inscrit plus de 18 points de moyenne en cinq rencontres. Cela fait de lui le deuxième meilleur marqueur des Celtics de Boston juste derrière Matt Ryan (19,0 pts).

#### Nanterre 92 (2023-2024)
En juin 2023, Begarin s'engage pour deux saisons avec un autre club d'Île-de-France, Nanterre 92.

#### AS Monaco (depuis 2024)
Le 12 juillet 2024, il quitte Nanterre pour l'AS Monaco et signe un contrat de trois ans.

### En équipe de France
En octobre 2022, Juhann Begarin est convoqué pour la première fois en équipe de France pour participer à des rencontres qualificatives pour la coupe du monde 2023.

## Clubs successifs
- 2019-2023 :  Paris Basketball (Pro B puis BetClic Élite)
- 2023-2024 :  Nanterre 92
- Depuis 2024 :  AS Monaco

## Palmarès et distinctions individuelles
- Élu MVP du camp Basketball Without Borders (en) de Riga en 2019

 Paris Basketball :
- Sélection pour le All-Star Game LNB 2022
- Vainqueur du All-Star Game LNB 2022